# Ferdinand Karl von Österreich (1868–1915)

Erzherzog Ferdinand Karl (1908)

Ferdinand Karl Ludwig Joseph Johann Maria (* 27. Dezember 1868 in Wien; † 10. März 1915 in München) aus dem Haus Habsburg-Lothringen, war bis 1911 Erzherzog von Österreich, danach nannte er sich „Ferdinand Burg“.

## Leben
Ferdinand Karl Ludwig war ein Sohn von Erzherzog Karl Ludwig von Österreich (1833–1896) und Prinzessin Maria Annunziata von Neapel-Sizilien und ein Bruder des Thronfolgers Franz Ferdinand.
Ferdinand Karl war zeitlebens literarisch und musikalisch interessiert und fühlte sich seit frühester Jugend zum Theater hingezogen. Seine militärische Ausbildung in der kaiserlichen Armee betrieb er ernsthaft, wünschte sich jedoch nichts mehr, als Burgtheaterintendant zu werden. Als Erzherzog kam für ihn allerdings dieser bürgerliche Beruf nicht in Frage.
Zu seinem älteren Bruder Franz Ferdinand hegte er guten Kontakt, war allerdings gegen dessen morganatische Ehe mit der aus altem Adel stammenden, aber nicht ebenbürtigen Sophie Chotek und weigerte sich, an deren Hochzeit teilzunehmen. Wie sein Bruder hatte auch er von der Mutter ein Lungenleiden geerbt und musste daher im Oktober 1904 seine militärische Karriere aus Gesundheitsgründen beenden. Er führte zuletzt als Generalmajor das Kommando der 18. Infanterie-Brigade.

### Militärische Laufbahn
Ferdinand Karl hatte während seiner militärischen Laufbahn folgende Ränge inne:
- 1889: Oberleutnant
- 1893: Hauptmann
- 1895: Major
- 1897: Oberstleutnant
- 1898: Oberst[2]

## Ehe

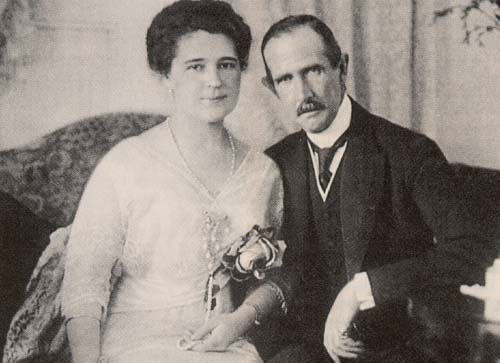
Ferdinand Karl und Gattin Berta

1902 traf Ferdinand Karl auf dem Wiener Techniker-Cercle, dem Ball der Industrie und Technik, Berta Czuber (* 5. Dezember 1879 in Prag; † 5. Juli 1979 auf Schloss Rottenstein bei Meran) und verliebte sich in sie. Ihr Vater Emanuel Czuber war Mathematikprofessor an der Technischen Hochschule Wien und kaiserlicher Hofrat. Als Gerüchte über eine Liebesbeziehung zwischen Ferdinand und Berta bis zum Kaiser Franz Joseph vordrangen, verlangte dieser von seinem Neffen, sich von der Geliebten zu trennen. Um Zeit zu gewinnen, willigte der in sämtliche Forderungen ein, heiratete allerdings am 15. August 1909 bei Chur heimlich Berta. Die Neuvermählten waren ständig auf Reisen, sodass die Heirat vorerst geheim blieb und auch Familie und Freundeskreis keinen Verdacht schöpften. Der Erzherzog suchte schließlich 1911 den Kaiser auf und gestand die heimliche Eheschließung. Daraufhin veranlasste Franz Joseph den Austritt von Ferdinand Karl aus dem Haus Habsburg, er wurde allerdings weiterhin mit 44.000 Kronen unterstützt. Zu diesem Zeitpunkt litt der Erzherzog bereits an Fieber- und Schwächeanfällen und wurde von seiner Frau gepflegt. Der Kaiser versuchte einen Skandal wegen der Eheschließung zu vermeiden und ließ den Namen Ferdinand Karls aus allen offiziellen Urkunden des Kaiserhauses streichen. Außerdem musste er auf alle Titel im Erzhaus und in der Armee verzichten.
Nach dem Reisepseudonym seines Vaters Karl Ludwig nannte er sich fortan Ferdinand Burg und lebte auf ererbten Gütern im heutigen Südtirol, den Ansitzen Schloss Rosenstein und Rottenstein.
Wien betrat er nur noch ein einziges Mal: als er die Erlaubnis erhielt, an den Trauerfeierlichkeiten für das ermordete Thronfolgerpaar, Franz Ferdinand und Sophie, teilzunehmen. Zu diesem Zeitpunkt war er bereits vom Tode gezeichnet.
Seine Gattin Berta überlebte ihn um 64 Jahre, sie verstarb im Jahr 1979 im Alter von 99 Jahren. Die Ehe war kinderlos geblieben. Beide sind in einer gemeinsamen Gruft in der Untermaiser Maria-Trost-Kirche in Meran begraben.

## Auszeichnungen
- 4. Juni 1897: Hubertusorden
- 3. Oktober 1898: Orden des Weißen Adlers (Serbien), Großkreuz
- 30. November 1898: Militärverdienstkreuz
- 8. Juni 1900: Orden Karls III.
- 6. Mai 1901: Chrysanthemenorden
- 18. Juni 1901: Hausorden vom Weißen Falken, Großkreuz
- 27. November 1901: Schwarzer Adlerorden

## Vorfahren
| Ahnentafel Ferdinand Karl von Österreich | Ahnentafel Ferdinand Karl von Österreich                                                       | Ahnentafel Ferdinand Karl von Österreich                                                       | Ahnentafel Ferdinand Karl von Österreich                                                                 | Ahnentafel Ferdinand Karl von Österreich                                                           | Ahnentafel Ferdinand Karl von Österreich                                                       | Ahnentafel Ferdinand Karl von Österreich                                                       | Ahnentafel Ferdinand Karl von Österreich                                                             | Ahnentafel Ferdinand Karl von Österreich                                                             |
| ---------------------------------------- | ---------------------------------------------------------------------------------------------- | ---------------------------------------------------------------------------------------------- | --- | -------------------------------------------------------------------------------------------------- | ---------------------------------------------------------------------------------------------- | ---------------------------------------------------------------------------------------------- | --- | --- |
| Ururgroßeltern                           | Kaiser Leopold II. (1747–1792) ⚭ 1765 Maria Ludovica von Spanien (1745–1792)                   | König Ferdinand I. (1751–1825) ⚭ 1768 Maria Karolina von Österreich (1752–1814)                | Friedrich Michael von Pfalz-Birkenfeld (1724–1767) ⚭ 1746 Maria Franziska von Pfalz-Sulzbach (1724–1794) | Karl Ludwig von Baden (1755–1801) ⚭ 1774 Amalie von Hessen-Darmstadt (1754–1832)                   | König Ferdinand I. (1751–1825) ⚭ 1768 Maria Karolina von Österreich (1752–1814)                | König Karl IV. von Spanien (1748–1819) ⚭ 1765 Maria Luise von Bourbon-Parma (1751–1819)        | Kaiser Leopold II. (1747–1792) ⚭ 1765 Maria Ludovica von Spanien (1745–1792)                         | Fürst Friedrich Wilhelm von Nassau-Weilburg (1768–1816) ⚭ 1788 Luise von Sayn-Hachenburg (1772–1827) |
| Urgroßeltern                             | Kaiser Franz II. (1768–1835) ⚭ 1790 Maria Theresia von Neapel-Sizilien (1772–1807)             | Kaiser Franz II. (1768–1835) ⚭ 1790 Maria Theresia von Neapel-Sizilien (1772–1807)             | König Maximilian I. Joseph (1756–1825) ⚭ 1797 Karoline Friederike Wilhelmine von Baden (1776–1841)       | König Maximilian I. Joseph (1756–1825) ⚭ 1797 Karoline Friederike Wilhelmine von Baden (1776–1841) | König Franz I. (1777–1830) ⚭ 1802 Maria Isabel von Spanien (1789–1848)                         | König Franz I. (1777–1830) ⚭ 1802 Maria Isabel von Spanien (1789–1848)                         | Karl von Österreich-Teschen (1771–1847) ⚭ 1815 Henriette Alexandrine von Nassau-Weilburg (1797–1829) | Karl von Österreich-Teschen (1771–1847) ⚭ 1815 Henriette Alexandrine von Nassau-Weilburg (1797–1829) |
| Großeltern                               | Franz Karl von Österreich (1802–1878) ⚭ 1824 Sophie Friederike von Bayern (1805–1872)          | Franz Karl von Österreich (1802–1878) ⚭ 1824 Sophie Friederike von Bayern (1805–1872)          | Franz Karl von Österreich (1802–1878) ⚭ 1824 Sophie Friederike von Bayern (1805–1872)                    | Franz Karl von Österreich (1802–1878) ⚭ 1824 Sophie Friederike von Bayern (1805–1872)              | König Ferdinand II. (1810–1859) ⚭ 1837 Maria Theresia von Österreich (1816–1867)               | König Ferdinand II. (1810–1859) ⚭ 1837 Maria Theresia von Österreich (1816–1867)               | König Ferdinand II. (1810–1859) ⚭ 1837 Maria Theresia von Österreich (1816–1867)                     | König Ferdinand II. (1810–1859) ⚭ 1837 Maria Theresia von Österreich (1816–1867)                     |
| Eltern                                   | Karl Ludwig von Österreich (1833–1896) ⚭ 1862 Maria Annunziata von Neapel-Sizilien (1843–1871) | Karl Ludwig von Österreich (1833–1896) ⚭ 1862 Maria Annunziata von Neapel-Sizilien (1843–1871) | Karl Ludwig von Österreich (1833–1896) ⚭ 1862 Maria Annunziata von Neapel-Sizilien (1843–1871)           | Karl Ludwig von Österreich (1833–1896) ⚭ 1862 Maria Annunziata von Neapel-Sizilien (1843–1871)     | Karl Ludwig von Österreich (1833–1896) ⚭ 1862 Maria Annunziata von Neapel-Sizilien (1843–1871) | Karl Ludwig von Österreich (1833–1896) ⚭ 1862 Maria Annunziata von Neapel-Sizilien (1843–1871) | Karl Ludwig von Österreich (1833–1896) ⚭ 1862 Maria Annunziata von Neapel-Sizilien (1843–1871)       | Karl Ludwig von Österreich (1833–1896) ⚭ 1862 Maria Annunziata von Neapel-Sizilien (1843–1871)       |
| Ferdinand Karl von Österreich            |                                                                                                |                                                                                                | | |                                                                                                |                                                                                                | | |